# علیش‌لو (کلیبر)
علیش‌لو یکی از روستاهای استان آذربایجان شرقی است که در دهستان ییلاق بخش مرکزی شهرستان کلیبر واقع شده‌است.
این روستا در یک کیلومتری شهر کلیبر در دامنه کوه دیوری واقع شده است. 